# 예루살렘 여단
예루살렘 여단(لواء القدس)은 팔레스타인인이었던 2013년 무함마드 알사이드가 결성한 친시리아 정부 무장단체로 알레포에서 작전 중이다. 전투원들은 스스로 '시리아 아랍군 페다인'으로 부르고 있으며, 알 나이라브 민군공항 남부와 캠프의 주변부에서 활동 중이다. 그들은 아지자 마을, 셰이크 라프티 등에서도 주둔하고 있다. 이들은 2015년 초 200명이 사망했고, 400명이 부상을 입었다. 이 단체는 하다라트 피난민 캠프와 알나이라브에서 온 수니파 팔레스타인인이 다수를 이루고 있다. 예루살렘 여단은 알레포에서 활동 중인 가장 큰 친시리아 정부 무장단체로 여겨진다.